# Saint-Raphaël (Haïti)
Saint-Raphaël (Haïtiaans-Creools: Sen Rafayèl, Spaans: San Rafael de la Angostura) is een stad en gemeente in Haïti met 54.000 inwoners. De plaats ligt in het Massif du Nord, 37 km ten zuiden van de stad Cap-Haïtien. Het is de hoofdplaats van het gelijknamige arrondissement in het departement Nord.
De plaats is genoemd naar de aartsengel Rafaël.
Er wordt suikerriet, tabak, citrusvruchten en koffie verbouwd.
De verbindingen met Saint-Raphaël lopen via de plaats Dondon. Deze wordt echter bemoeilijkt doordat er geen brug over de rivier Bouyaha is. Bij een hoge waterstand is Saint-Raphaël praktisch van de buitenwereld afgesloten. Bovendien wordt de helling van de heuvel Grand Gilles in de regentijd glad, waardoor deze moeilijk begaanbaar is.
Op 27 mei 2002 zijn bij een conflict tussen de eigenaar sinaasappelplantage en vakbondsleden twee werknemers om het leven gekomen. Ook zijn er huizen van landarbeiders afgebrand.

## Indeling
De gemeente bestaat uit de volgende sections communales:
| Nr. | Naam      | Km²   | Inw.2015 |
| --- | --------- | ----- | -------- |
| 1   | Bois Neuf | 31,78 | 5.196    |
| 2   | Mathurin  | 39,94 | 3.683    |
| 3   | Bouyaha   | 28,47 | 7.361    |
| 4   | San-Yago  | 83,62 | 37.515   |